# 儿茶酚胺
| 儿茶酚胺化学结构                            |
| ------------------------------------------- |
| epinephrine (adrenaline) 肾上腺素           |
| norepinephrine (noradrenaline) 去甲肾上腺素 |
| dopamine 多巴胺                             |

起自L-酪氨酸的兒茶酚胺生物合成。

兒茶酚胺（catecholamine，CA）是含一个兒茶酚基胺类化合物的統稱，具有神经递质和激素的重要生理功能。兒茶酚胺包括肾上腺素、去甲肾上腺素和多巴胺，三者均是由苯丙氨酸和L-酪氨酸合成。主要生理作用是兴奋血管、心肌，由于三者作用有一定差异，临床上常分别应用。
兒茶酚胺可由腎上腺產生，作为一類應激擬交感「鬥或逃」（fight or flight）激素。去甲腎上腺素在中樞神經系統內分布廣泛，含量較多，而腎上腺素含量則較少。多巴胺主要集中在錐體外系部位，也是一種神經介質。它們是重要的典型的腎上腺素受體激動劑。不少精神興奮劑也是兒茶酚胺的類似物。
過多的兒茶酚胺分泌可能導致高血壓和心肌梗塞；而低水平的兒茶酚胺可能引起低血壓、心肌缺血等。在臨床上兒茶酚胺常被用來治療神經源性、心源性、中毒源性休克早期，但過多剂量可能導致局部組織壞死或者腎衰竭。

## 图集

鄰苯二酚（又稱為兒茶酚）
腎上腺素
去甲腎上腺素
多巴胺